# Doomsday for the Deceiver
Doomsday for the Deceiver – debiutancka płyta zespołu Flotsam and Jetsam, wydana 4 lipca 1986. Jej wyprodukowanie kosztowało 12 000 USD, zaś proces nagrywania trwał dwa tygodnie. Jest to jedyny album zespołu nagrany z Jasonem Newstedem przed jego odejściem do zespołu Metallica. Większość tekstów na wydawnictwie napisał Newsted. Album wydano ponownie w roku 2006 w formie DVD zawierającym muzykę poddaną ponownemu masteringowi wraz z materiałem oryginalnym. Wydawnictwo było jednym z niewielu, którym brytyjskie czasopismo Kerrang! przyznało ocenę 6k. Okładkę albumu widać w filmie Uśpiony obóz 2: Smutni obozowicze z 1988 roku.

## Track listing
Muzyka: Kelly David-Smith, Edward Carlson, Eric A.K., Jason Newsted, Michael Gilbert. Teksty: Jason Newsted oprócz utworów „Iron Tears” (Jason Newsted, Jennifer Lowe), „Metalshock” (Jason Newsted Eric A.K.) i „U.L.S.W.” (Jason Newsted, Edward Carlson).
1. Hammerhead – 6:15
2. Iron Tears – 3:52
3. Desecrator – 3:49
4. Fade to Black – 2:05
5. Doomsday for the Deceiver – 9:12
6. Metalshock – 8:17
7. She Took an Axe – 5:15
8. U.L.S.W. – 4:23
9. Der Fuhrer – 5:46
10. Flotzilla – 6:07 (niewydana na płycie winylowej)

### Utwory dodatkowe na wydaniu z roku 2006
Płyta 1: Iron Tears Demo 
1. Iron Tears – 4:05
2. I Live You Die – 6:06

Płyta 2: Metal Shock, 1985 
1. Hammerhead – 6:34
2. The Evil Sheik – 5:26
3. I Live You Die – 6:26
4. The Beast Within – 4:09

## Personel

### Zespół
- Eric A.K.: śpiew
- Edward Carlson: gitara elektryczna, śpiew
- Jason Newsted: gitara basowa, śpiew
- Michael Gilbert: gitary, śpiew
- Kelly David-Smith: perkusja, śpiew

### Pozostali
- Brian Slagel oraz Flotsam And Jetsam: produkcja
- Bill Metoyer: inżynier dźwięku